# Qatayef
Il Qatayef o Katayef (in arabo: قطايف, [qa'ta:jf]) è un dessert arabo comunemente servito durante il mese di Ramadan in particolare nei paesi arabi del Medio Oriente quali Palestina, Egitto, Giordania, Libano e Siria. Esso è una sorta di raviolo dolce ripieno di panna o noci, e può essere descritto come un pancake ripiegato.

## Etimologia
La parola araba qatayef (in arabo: قطايف) deriva dal verbo arabo: qaṭaf, che significa "raccogliere".

## Origine
Alcuni credono che il qatayef sia una creazione del periodo fatimide: tuttavia, la sua storia risale al califfato abbaside, esistito dal 566 al 653. Il Qatayef viene menzionato in un libro di cucina araba del X secolo risalente al califfato abbaside scritto da Ibn Sayyar al-Warraq e chiamato Kitab al-Ṭabīḫ (in arabo: كتاب الطبيخ, "Il libro dei piatti"). Il libro fu successivamente tradotto da Nawal Nasrallah, il quale lo chiamò "Annali delle cucine dei Califfi". Il Qatayef era tradizionalmente preparato dai venditori ambulanti e dalle famiglie del Levante e dell'Egitto. Di solito viene preparato usando come ripieno il formaggio Akkawi.

## Preparazione
Qatayef è il nome generale del dessert nel suo insieme, ma più specificamente si riferisce alla pastella. Di solito è fatto con farina, polvere lievitante, acqua, lievito e talvolta viene aggiunto zucchero. Il risultato della pastella che viene versata su una piastra calda rotonda appare simile a un pancake (di non più di 5 cm di diametro); esso viene però cotto solo da un lato, quindi riempito e piegato. La pasta è ripiena o di formaggio dolce non salato, oppure di una miscela di nocciole, noci, mandorle, pistacchi, uvetta, zucchero a velo, estratto di vaniglia, estratto di rose (ma-zahr ماء الزهر) e cannella. Viene quindi fritto o, meno comunemente, cotto al forno e servito con uno sciroppo dolce caldo o talvolta miele. Un altro modo di servire il qatayef è riempirlo con panna montata o qishta (قشطة), piegarlo solo a metà e servirlo con sciroppo profumato senza soffriggerlo o cuocerlo al forno. Questa variante del dolce si chiama assafiri qatayef (قطايف عصافيري).